# Mikhaïl Kornienko
Mikhaïl Boríssovitx Kornienko (Михаил Борисович Корниенко; nascut el 15 d'abril de 1960) és un cosmonauta rus.